# Schar Tos
Schar Tos (mongolisch шар тос), auch Gelbbutter ist ein Butterschmalz, das in der Mongolei verwendet wird. Es ist in der Konsistenz dem indischen Ghee vergleichbar. Ausgangsmaterial für Schar Tos ist Öröm, ein dicker Rahm, der überwiegend aus Yakmilch hergestellt wird.

## Hintergrund
Das extreme Klima und die im Winter stark verringerten Nahrungsressourcen schränken die Haltung Milch produzierender Haustiere ein. Wo die Haltung von Hausrindern nicht oder nur eingeschränkt möglich ist, werden Hausyaks gehalten. Die Laktationsperiode ist bei beiden gewöhnlich kurz. Hausyaks geben im Durchschnitt nur fünf Monate lang Milch. Der Konservierung der Milch kommt daher besondere Bedeutung zu.

## Herstellung
Milch wird für eine längere Zeit auf 80 bis 90° erhitzt und gerührt. Danach lässt man sie ruhen bis sich eine etwa zwei Zentimeter dicke Rahmschicht bildet. Dieses Öröm wird frisch verzehrt oder getrocknet aufbewahrt. Zur Schar-Tos-Herstellung wird Öröm in speziellen Behältern über eine längere Zeit gesammelt. Dabei setzt ein Fermentationsprozess ein. Das Öröm wird dann unter ständigem Rühren für etwa zwei Stunden erhitzt. Häufig setzt man Mehl oder ähnliches zu, damit sich das Eiweiß vom Fett trennt. Das gelbliche erkaltete Fett hat eine ölige Konsistenz. Es wird in Ledersäcken oder Tiermägen aufbewahrt und ist über mehrere Jahre haltbar. Es wird im Buttertee getrunken und zum Kochen verwendet.